# Fisklösen (Alfta socken, Hälsingland)
Fisklösen är en sjö i Ovanåkers kommun i Hälsingland och ingår i Testeboåns huvudavrinningsområde.